# Trương phu nhân (vợ Chu Ôn)
Trương phu nhân (張夫人, không rõ tên thật, ? - 904), tước hiệu khi sinh thời là Ngụy Quốc phu nhân (魏國夫人), sau khi qua đời truy tặng Trương Hiền phi (張賢妃) rồi Nguyên Trinh hoàng hậu (元貞皇后, "vị hoàng hậu sáng suốt và đức hạnh"), là vợ cả của Chu Toàn Trung, một lãnh chúa quân phiệt cuối thời Đường đồng thời cũng là Hoàng đế đầu tiên của nhà Hậu Lương thời Năm Đời Mười Nước trong lịch sử Trung Quốc.

## Thân thế
Không rõ về năm sinh và tên thật của Trương phu nhân. Bà xuất xứ từ một gia đình giàu có ở Đãng Sơn  cùng quê với người chồng Chu Toàn Trung. Dù xuất thân trâm anh thế phiệt, bà vẫn quyết định kết hôn với Chu Toàn Trung (khi đó mang tên khai sinh là Chu Ôn), dù ông này xuất thân hàn vi. Bà sinh cho Chu Ôn người con trai thứ tư là Chu Hữu Trinh và đó cũng là đứa con thân sinh duy nhất của bà.

## Hành trạng
Sau khi Chu Ôn bắt đầu binh nghiệp của mình và trở thành Tiết độ sứ ở trấn Tuyên Vũ, Trương phu nhân, vì là vợ của một lãnh chúa lớn, nên được triều đình nhà Đường tấn phong làm Ngụy quốc phu nhân. Sử sách chép rằng bà là người hiểu biết, thông minh và lễ phép, và mặc dù Chu Ôn có tính cách khắc nghiệt và bạo lực, ông vẫn sợ phu nhân của mình. Ông thường thảo luận các vấn đề quan trọng với bà, và bà thường tư vấn cho chồng những quyết sách đúng đắn. Nhờ sự cầu xin của bà mà nhiều người bị Chu Ôn muốn giết, đã được cứu sống. Vào một lần, khi Chu Ôn bắt đầu một chiến dịch quân sự, bà chi rằng chiến dịch này là không đúng đắn và đã cử người đưa tin để thông báo cho chồng về ý kiến của mình. Sau đó, Chu đã hủy bỏ chiến dịch và quay về nhà.
Năm 893, bà đã có hành động bảo vệ người con trưởng của Chu Ôn là Chu Hữu Dụ (朱友裕), người vốn không phải là con đẻ của bà. Vào lúc đó, Chu Ôn (lúc này đã đổi tên là Chu Toàn Trung) giao cho Chu Hữu Dụ làm tướng bao vây Bành Thành, thủ phủ của Cảm Hóa quân, lúc này do Thời Phổ, một kẻ đối đầu với Chu Toàn Trung kiểm soát. Thời Phổ nhiều lần khiêu chiến, song Chu Hữu Dụ không hồi đáp và án binh bất động. Khi đồng minh của Thời Phổ là Chu Cẩn, Tiết độ sứ Thái Ninh đưa quân tới giải vây Bành Thành vào đầu năm 893, Chu Hữu Dụ đã đánh bại viện quân Chu Cẩn, nhưng không truy kích tàn quân của Cẩn đang bỏ chạy. Vì lý do này, con nuôi của Chu Toàn Trung là Chu Hữu Cung (朱友恭), hiện dưới quyền Chu Hữu Dụ, đã bí mật viết thư cho Chu Toàn Trung vu cáo nhiều điều về Chu Hữu Dụ. Chu Toàn Trung đại nộ, và do đó giao binh quyền của Hữu Dụ lại cho phó tướng Bàng Sư Cổ (龐師古), đồng thời yêu cầu Sư Cổ điều tra những hành vi của Hữu Dụ. Bức thư hồi đáp của Chu Toàn Trung không biết vô tình hay cố ý được gửi tới chỗ Chu Hữu Dụ, và Hữu Dụ sợ hãi bỏ chạy về Đãng Sơn, trốn tránh ở nhà người bác, tức Chu Toàn Dục (朱全昱), anh ba của Chu Toàn Trung. Khi Trương phu nhân biết tin, bà viết thư thuyết phục Hữu Dụ trở về Biện châu (汴州, thủ phủ Tuyên Vũ quân) để xin lỗi cha mình. Chu Hữu Dụ đã làm theo lời bà. Chu Toàn Trung sau đó tống Hữu Dụ vào tù và chuẩn bị đem giết, song Trương phu nhân nắm lấy tay áo của Hữu Dụ và rớt nước mắt nói
Mày đã biết tự bỏ quân đội và trở về để chịu trách nhiệm về việc làm của mình. Như vậy đã rõ được lòng dạ (trung thành) của mày.

Chu Toàn Trung nghe được lời ấy và hiểu can ngăn ý của bà, nên tha thứ cho Chu Hữu Dụ và lưu đày anh ta đến Hứa châu.
Năm 897, Chu Toàn Trung đã đánh bại được Thời Phổ, Chu Cẩn và người anh em họ của Cẩn là Chu Tuyên, Tiết độ sứ Thiên Bình, đoạt lấy lãnh địa của họ. Chu Cẩn đào tẩu về phía nam nương nhờ Tiết độ sứ Hoài Nam Dương Hành Mật, còn Chu Toàn Trung bắt giữ vợ của Chu Cẩn và cưỡng ép làm vợ lẽ của mình. Khi Trương phu nhân nghe tin chiến thắng, bà đến gặp Chu Toàn Trung tại Phong Khâu, Chu Toàn Trung dẫn vợ của Chu Cẩn đến ra mắt mà (theo lệ vợ lẽ ra mắt vợ lớn). Khi nhận cái cúi đầu hành lễ từ vợ Chu Cẩn, Trương phu nhân cũng cúi đầu đáp trả và tuyên bố:
Duyện châu và Vận châu (chỉ anh em Chu Cẩn và Chu Tuyên) là người cùng họ với quan Tư không (chỉ Chu Toàn Trung, khi đó đang mang vinh hàm Tư không, một trong Tam công), thì bà cũng như là chị của tôi. Chỉ tại chút chuyện nhỏ, mà anh em trở mặt đánh nhau, đến nỗi chị phải chịu nỗi nhục này. Không biết ngày nào đó mà Biện châu bị hạ, chắc tới lượt tôi cũng sẽ giống như chị bây giờ.

Chu Toàn Trung biết ý Trương phu nhân không vừa lòng, nên đành phải gửi vợ của Chu Cẩn vào chùa làm ni cô. Năm 902, khi Chu Toàn Trung đánh bại Tiết độ sứ Hộ Quốc, Vương Kha và chuẩn bị thảo phạt đối thủ lớn nhất là Tiết độ sứ Hà Đông Lý Khắc Dụng, thì nghe tin Trương phu nhân bệnh nặng, bèn bỏ trận chiến mà về Biện châu.

## Hậu sự
Trương phu nhân qua đời 904. Sau cái chết của bà, khuynh hướng bạo lực và hoang dâm của Chu Toàn Trung vượt ra khỏi tầm kiểm soát, ông ta tư dâm với rất nhiều phụ nữ, kể cả những người con dâu của mình, cuối cùng vì việc này mà dẫn tới họa sát thân về sau.
Năm 907, Chu Toàn Trung thoán ngôi nhà Đường, lấy quốc hiệu là Hậu Lương, bắt đầu thời kỳ Năm Đời Mười Nước trong lịch sử Trung Quốc. Không rõ vì lý do gì, nguyên phối phu nhân họ Trương không được truy phong làm Hoàng hậu, mà chỉ là Hiền phi (賢妃).  Mãi đến khi con trai bà Chu Hữu Trinh lên ngôi năm 913, mới truy phong bà làm Nguyên Trinh hoàng hậu và cải táng trong mộ chung với Hậu Lương Thái Tổ.